# Cuscuta triumvirati
Cuscuta triumvirati är en vindeväxtart som beskrevs av Johan Martin Christian Lange. Cuscuta triumvirati ingår i släktet snärjor, och familjen vindeväxter. Inga underarter finns listade i Catalogue of Life.